# أوسكار أولسون
أوسكار أولسون (بالإنجليزية: Oscar Olson)‏ هو رباع أمريكي، ولد في 7 أكتوبر 1878 في ويسكونسن في الولايات المتحدة، وتوفي بنفس المكان في 25 فبراير 1963.

## وصلات خارجية
- أوسكار أولسون على موقع أوليمبيديا (الإنجليزية)